# Pangandaran

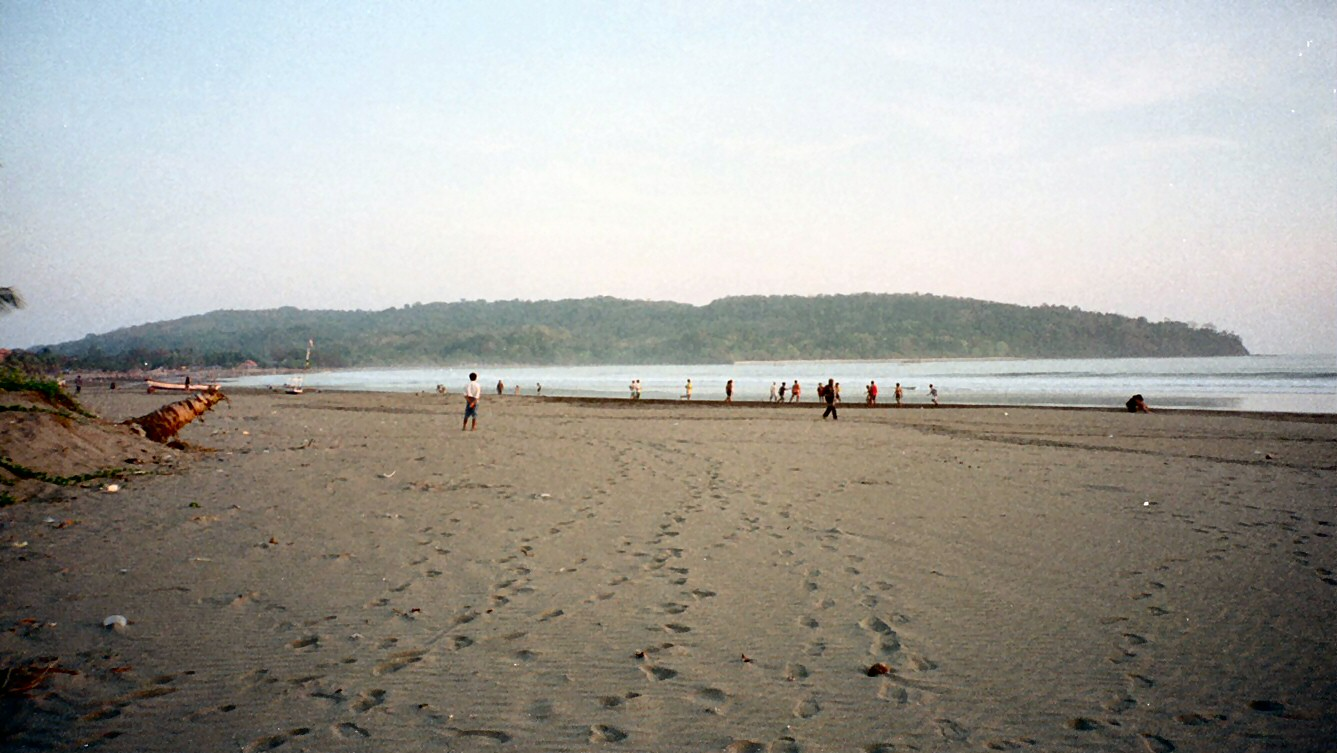
Playa de Pangandaran.

Pangandaran es una pequeña ciudad y un subdistrito (kecamatan) ubicado en el sur de la regencia de Ciamis, en la provincia de Java Occidental, Indonesia. Constituye un destino turístico popular y cuenta con una de las mejores playas de Java, excelente para la práctica de surf.
El pequeño parque nacional de Penanjung Pangandaran se encuentra cerca de la ciudad y está emplazado sobre una península conectada a la isla por medio de una estrecha lengua de tierra. Alrededor del 80% del suelo del parque está cubierto por selva y su flora incluye la Rafflesia.
Un tsunami golpeó el área el 17 de julio de 2006. Un terremoto submarino de 7,7 en la escala de Richter produjo olas de 3 metros de alto, causando importantes pérdidas materiales y cientos de muertos y desaparecidos.
- Datos: Q27715
- Multimedia: Pangandaran / Q27715